# Čande
Čande – wieś w Bośni i Hercegowinie, w dystrykcie Brczko. W 2013 roku liczyła 321 mieszkańców, z czego większość stanowili Boszniacy.